# Mare de Yalalé
Die Mare de Yalalé ist ein See in der Landgemeinde Dargol in Niger.

## Geographie
Das permanente Gewässer der Mare de Yalalé erstreckt sich über eine Fläche von 500 Hektar. An seinem südlichen Ufer liegt das namensgebende Dorf Yalalé in der Landgemeinde Dargol, die zum Departement Gothèye in der Region Tillabéri gehört. Die Mare de Yalalé ist Teil der Übergangszone zwischen Sahel und Sudan. Die durchschnittliche jährliche Niederschlagsmenge beträgt hier zwischen 400 und 500 mm.

## Ökologie
Zu den an der Mare de Yalalé beobachteten Vogelarten zählen:
- Flussuferläufer (Actitis hypoleucos)
- Nilgans (Alopochen aegyptiacus)
- Graureiher (Ardea cinerea)
- Schwarzhalsreiher (Ardea melanocephala)
- Kuhreiher (Bubulcus ibis)
- Zwergstrandläufer (Calidris minuta)
- Flussregenpfeifer (Charadrius dubius)
- Hirtenregenpfeifer (Charadrius pecuarius)
- Weißstorch (Ciconia ciconia)
- Rohrweihe (Circus aeruginosus)
- Steppenweihe (Circus macrourus)
- Zwergadler (Hieraaetus pennatus)
- Stelzenläufer (Himantopus himantopus)
- Graubürzel-Singhabicht (Melierax metabates)
- Schwarzmilan (Milvus m. migrans/parasitus/aegyptius)
- Rotgesichtlöffler (Platalea alba)
- Pharaonenibis (Threskiornis aethiopicus)
- Dunkelwasserläufer (Tringa erythropus)
- Grünschenkel (Tringa nebularia)
- Teichwasserläufer (Tringa stagnatilis)
- Spornkiebitz (Vanellus spinosus)[4]

## Wirtschaftliche Bedeutung
An der Mare de Yalalé wird Fischerei betrieben.